# آگونیست

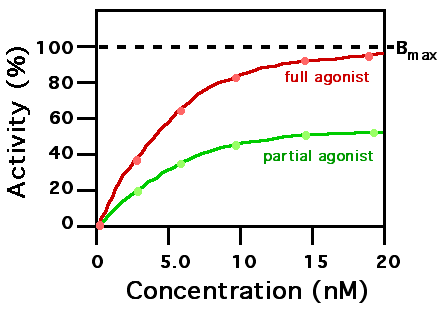
نمودار همکنشگرِ تام (قرمز) و همکنشگر غیرتام یا نسبی (سبز)

همکنش، همکنشگر یا آگونیست (به انگلیسی: Agonist) مادۀ شیمیایی است که در یک یاخته با اتصال به گیرنده‌های آن باعث پاسخ و واکنش آن یاخته می‌شود. همکنشگر اغلب تقلیدکنندۀ عمل یک مادۀ طبیعی در بدن است. در حالی که یک همکنشگر باعث یک پاسخ و کنش در یاخته می‌شود، پادکنشگر با مسدود کردن جایگاه اتصال مانع از اتصال و عمل همکنشگر می‌گردد.

## گونه‌ها

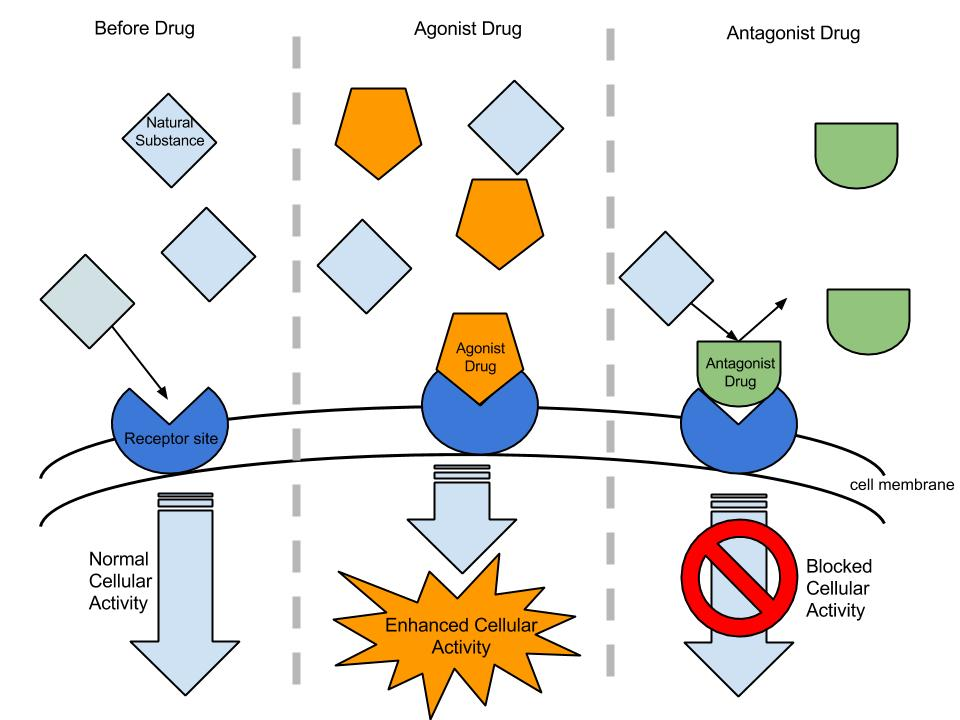
همکنشگر

گیرندۀ یاخته‌ای در بدن می‌تواند توسط یک ماده درون‌ساخت (مانند هورمون‌ها و میانجی‌های عصبی) یا یک مادۀ خارجی (مانند داروها یا مواد مخدر) فعال یا غیرفعال شود که این خود منجر به تحریک یا مهار یک واکنش زیستی خواهد شد.
همکنشگرِ فیزیولوژیک (مانند آدرنالین) ماده‌ای است که باعث ایجاد پاسخ‌های یکسان در بدن شده، درحالی‌که ممکن است به همان گیرنده متصل نشود. همکنشگرِ درون‌ساخت برای یک گیرندۀ خاص، یک ترکیب است که به‌طور طبیعی توسط بدن تولید شده‌است که با اتصال به آن گیرنده کنش خود را انجام می‌دهد؛ برای نمونه سروتونین یک همکنشگر طبیعی برای گیرنده‌های سروتونین در سامانۀ سروتونرژیک است، و دوپامین همکنشگرِ درون‌ساخت برای گیرندۀ دوپامین در سامانۀ دوپامینرژیک است.
همکنشگر می‌تواند همکنشگرِ تام (full agonist) یا همکنشگر غیرتام (نسبی) (partial agonist) باشد. همکنشگر تام با افزایش غلظت پلاسمایی، باعث افزایش اثر زیستی می‌شود درحالی که همکنشگر غیرتام تا حدودی اثر زیستی را افزایش می‌دهد و پس از آن افزایش در میزان آگونیست، افزایشی در میزان پاسخ زیستی نخواهد داشت.

### گزینشی و ناگزینشی
هنگامی‌که در مورد همکنشگر یا پادکنشگر بر روی گیرنده‌ها سخن گفته می‌شود باید به یاد داشته باشیم که خود گیرنده‌ها دارای انواع گوناگونی (مانند آلفا یک و آلفا دو و غیره) هستند. اگر یک دارو پس از ورود به بدن تمامی‌ گیرنده‌های همنام (مثلاً آلفا) را به‌کار بیندازد یک همکنشگر (یا پادکنشگر) ناگزینشی، و اگر با ورود به بدن تنها یک ردۀ ویژه از یک گیرنده (مثلاً آلفا دو) را تحریک کند، آن همکنشگر (و یا پادکنشگر) گزینشی (اختصاصی) نام دارد. در داروشناسی این دو مبحث گزینشی و ناگزینشی بسیار مهم هستند. چراکه گاهی یک داروی راه‌انداز گیرنده یا مسدودکنندۀ آن به صورت ناگزینشی می‌تواند با اثرگذاری مثبت بر یک یاخته یا اندام همزمان بر گیرندۀ مشابه در یاخته یا اندام دیگر اثری منفی ایجاد کند.